# Kurs-Umsatz-Verhältnis
Das Kurs-Umsatz-Verhältnis (englisch price to sales ratio, PSR) ist in der Aktienanalyse und der Fundamentalanalyse eine betriebswirtschaftliche Kennzahl, die das Verhältnis von Aktienkurs zu den Umsatzerlösen angibt.

## Allgemeines
Auf dem Aktienmarkt spielen bei der Aktien- und Fundamentalanalyse verschiedene Kennzahlen eine Rolle, die aus Unternehmensdaten gewonnen werden können. Die Dividende wird bei der Aktienrendite oder der Dividendenrendite zugrunde gelegt, der Jahresüberschuss (Gewinn) beim Kurs-Gewinn-Verhältnis, der Buchwert beim Kurs-Buchwert-Verhältnis, die Umsatzerlöse beim Kurs-Umsatz-Verhältnis und der Cashflow beim Kurs-Cash-Flow-Verhältnis. Diese Daten können Grundlage für eine Kauf-, Halte- oder Verkaufsentscheidung von Anlegern sein.

## Berechnung
Beim Kurs-Umsatz-Verhältnis {\displaystyle KUV} wird der Aktienkurs {\displaystyle K} dividiert durch den anteiligen Umsatzerlös eines Geschäftsjahrs pro Aktie {\displaystyle U}:
{\displaystyle KUV={\frac {\mbox{K}}{\mbox{U}}}}.
Je niedriger das KUV ist, umso „preiswerter“ ist eine Aktie und umgekehrt. So ist beispielsweise eine Aktie mit einem KUV 1 insofern preiswerter als eine Aktie mit KUV 2, als jeder Euro Marktwert des ersten Unternehmens für doppelt soviel Umsatz steht wie beim zweiten.
Zieht man statt des Umsatzes die Marktkapitalisierung pro Aktie heran, ergibt sich der Börsenwert pro Aktie.

## Wirtschaftliche Aspekte
Das KUV spielt insbesondere in zyklischen Wirtschaftszweigen eine Rolle, weil deren Umsatzerlöse weniger stark von Konjunkturschwankungen beeinflusst werden. Haben hier Unternehmen in der Rezession einen Gewinneinbruch oder sogar Verluste bei stabilen Umsatzerlösen verzeichnet, ist die Wahrscheinlichkeit hoch, dass sich in der nachfolgenden Aufschwungphase überproportionale Gewinnchancen einstellen. Deshalb wird das KUV angewandt, wenn das Kurs-Gewinn-Verhältnis wegen einer Verlustphase nicht errechnet werden kann. In Turnaround-Situationen und bei jungen Unternehmen, die sich noch in der Phase der Anlaufverluste befinden, kann es im Gegensatz zum KGV eine sinnvolle Aussage liefern.